# Tyromyces leucospongia
Tyromyces leucospongia är en svampart som först beskrevs av Cooke & Harkn., och fick sitt nu gällande namn av Bondartsev & Singer 1941. Tyromyces leucospongia ingår i släktet Tyromyces och familjen Polyporaceae.   Inga underarter finns listade i Catalogue of Life.